# Voyage a Meroe
Voyage a Meroe (abreviado Voy. Meroe) fue una revista con ilustraciones y descripciones botánicas escrito por el naturalista y geólogo malacólogo francés Frédéric Cailliaud, y publicada en París en 4 volúmenes y un atlas en los años 1823-1827 con el nombre de Voyage à Meroë : au fleuve Blanc, au-delà de Fazoql dans le midi du royaume de Snnâr à Syouah tc.

## Publicación
- Volumen n.º 1 (ene.-jun. 1826);
- Volumen n.º 2 (ene.-jun. 1826);
- Volumen n.º 3 (jul.-dic. 1826);
- Volumen n.º 4 (set. 1827)